# Mónaco en los Juegos Olímpicos de Tokio 1964
Mónaco estuvo representado en los Juegos Olímpicos de Tokio 1964 por un deportista masculino que compitió en halterofilia.
El equipo olímpico monegasco no obtuvo ninguna medalla en estos Juegos.